# James A. Guest (General)
James A. Guest  (* 12. April 1938 in Elberton, Elbert County, Georgia) ist ein pensionierter Generalmajor der United States Army. Er war unter anderem Kommandeur der United States Army John F. Kennedy Special Warfare Center and School.
Über das ROTC-Programm des North Georgia Colleges in Dahlonega gelangte er im Jahr 1960 in das Offizierskorps des US-Heeres. Dort wurde er als Leutnant der Infanterie zugeteilt. In der Armee durchlief er anschließend alle Offiziersränge vom Leutnant bis zum Zwei-Sterne-General.
Im Lauf seiner militärischen Karriere absolvierte Guest verschiedene Kurse und Schulungen. Dazu gehörten unter anderem der Special Forces Qualification Course, der Infantry Officers Advanced Course, das Command and General Staff College und das Naval War College.
In seinen jüngeren Jahren absolvierte er den für Offiziere in den niederen Rangstufen üblichen Dienst in unterschiedlichen Einheiten und Standorten. Dazu gehörten auch Aufgaben als Stabsoffizier in verschiedenen Hauptquartieren. Im Verlauf seiner weiteren Karriere war James Guest Kommandeur diverser militärischer Einheiten sowohl bei regulären Heereseinheiten als auch bei Sondereinheiten (Special Forces). Anfang der 1960er Jahre war er mit der 10th Special Forces Group in Deutschland stationiert. Im weiteren Verlauf dieses Jahrzehnts wurde er mit der 1. Kavalleriedivision im Vietnamkrieg eingesetzt, wo er unter anderem eine Kompanie kommandierte.
Nach einer zwischenzeitlichen Verwendung als Ausbildungs- und Stabsoffizier bei den Mountain Rangers kehrte er im Jahr 1969 noch einmal nach Vietnam zurück. Dort war er als Truppenberater tätig. Nach seiner Rückkehr in die Vereinigten Staaten absolvierte James Guest das Command and General Staff College in Fort Leavenworth in Kansas. Daran schloss sich eine Versetzung zur 7th Special Forces Group, einer Sondereinheit im Bereich der Heeresfliegerei, an. Dort kommandierte er unter anderem ein Bataillon. Danach gehörte er für einige Zeit dem Stab des XVIII. Luftlandekorps und dann dem der militärischen Personalverwaltung an.
Nach diesen Berufungen wurde er wieder nach Deutschland versetzt, wo er ein Bataillon der 10th Special Forces Group kommandierte. Im Jahr 1980 absolvierte er das Naval War College. Es folgte eine weitere Versetzung zum Stab des XVIII. Luftlandekorps. Im Dezember 1982 übernahm er das Kommando über die ebenfalls im Bereich der Heeresfliegerei tätige 5th Special Forces Group. Im August 1985 erhielt James Guest das Kommando über die United States Army John F. Kennedy Special Warfare Center and School in Fort Bragg dem heutigen Fort Liberty. Diesen Posten bekleidete er bis zum Juni 1988. Danach kommandierte er das United States Army Special Forces Command.
Am Ende seiner militärischen Laufbahn brachte es James Guest noch zum Leiter der Stabsabteilung J3 für Operationen beim United States Special Operations Command, der auf der MacDill Air Force Base in Florida ansässig ist. Nach dieser Berufung schied Guest aus dem aktiven Militärdienst aus.

## Orden und Auszeichnungen
James Guest erhielt im Lauf seiner militärischen Laufbahn unter anderem folgende Auszeichnungen:
- Army Distinguished Service Medal
- Silver Star
- Legion of Merit
- Meritorious Service Medal
- Air Medal
- Vietnam Service Medal